# Colaspoides pallidicornis
Colaspoides pallidicornis es un coleóptero de la familia Chrysomelidae.
Fue descrita científicamente en 1997 por Tan & Zhou in Zhou & Tan.